# Korea Aerospace Administration
La Korea AeroSpace Administration (KASA; 우주항공청?) è un'agenzia spaziale e aeronautica finanziata dal governo coreano. Istituito sotto il Ministero della scienza e delle ICT, il KASA supervisiona il Korea Aerospace Research Institute e il Korea Astronomy and Space Science Institute. La sua sede centrale si trova a Sacheon, nella provincia del Gyeongsang meridionale.

## Storia
KASA è stata fondata il 27 maggio 2024 come parte di una promessa elettorale fatta dal presidente Yoon Suk-yeol di riformare la politica nazionale, incluso lo spostamento dell'esplorazione spaziale al settore privato. KASA punta a diventare una delle cinque principali agenzie spaziali attraverso lo sviluppo del razzo KSLV-III e la creazione e l'atterraggio di veicoli spaziali nazionali sulla Luna entro il 2032 e su Marte entro il 2045.

## Programma

### Esplorazione lunare
Il 30 ottobre 2024, KASA e KARI hanno firmato un accordo per la seconda fase del progetto di esplorazione lunare, lo sviluppo del lander lunare, e hanno annunciato che avrebbero avviato il progetto in modo serio. L'obiettivo principale è investire circa 530 miliardi di won in 10 anni per sviluppare in modo indipendente un lander lunare da inviare sulla Luna con l'obiettivo di atterrare sulla Luna nel 2032.

### KSLV-III
Nel 2022, KSLV-III, in fase di sviluppo con un budget di 2.132 miliardi di won e che mira a lanciare un lander lunare coreano nel 2032 e a raggiungere prestazioni più di tre volte superiori a quelle di Nuri, ha superato lo studio di fattibilità preliminare. Il KSLV-III è in fase di sviluppo con l'obiettivo del suo primo lancio nel 2030.